# Romi Rain
Romi Rain (ur. 12 stycznia 1988 w Bostonie) – amerykańska aktorka pornograficzna i modelka.

## Życiorys

### Wczesne lata
Urodziła się w Bostonie w Massachusetts w rodzinie pochodzenia włoskiego. Dorastała głównie w Dorchester w dzielnicy Bostonu w Massachusetts. W szkole podstawowej była klasowym klaunem.
W wieku piętnastu lat była hostessą w Chili. Mając szesnaście lat sprzedawała lody we Friendly przy stolikach w różnych restauracjach i pracowała w domu towarowym z dżinsami firmy Guess.

### Kariera
W wieku osiemnastu lat przeprowadziła się do Los Angeles w Kalifornii, gdzie pracowała jako hostessa w restauracji ze stekami, a także dla sieci hoteli Roosevelt. Jako 19–latka podjęła pracę jako tancerka egzotyczna i burleskowa w różnych klubach w Los Angeles i Las Vegas i pracowała przez trzy lata. Wkrótce potem była też modelką na targach.
Z przemysłem pornograficznym związała się w 2012. Początkowo występowała w produkcjach softcore na platformach internetowych czasopisma „Playboy”. Pojawiła się w też kilku specjalnych wydaniach „Playboya”. W lutym 2013 jej zdjęcia trafiły do magazynu „Hustler”.
Wśród znanych firm i stron internetowych dla dorosłych, dla których Romi pracowała, była m.in.: Bang Bros, Brazzers, PayOnes, Magma Film, Pure Mature, Evil Angel, Lethal Hardcore, Girlfriends Films, Blacked, Girlsway, Naughty America, Jules Jordan Video, Pure Play Media czy New Sensations.
Wzięła udział w parodii porno komedii Pogromcy duchów Ivana Reitmana – Ghostbusters XXX Parody (2016), wyprodukowanej przez Brazzers, z Charlesem Derą, Abigail Mac, Nikki Benz, Monique Alexander, Michaelem Vegasem i Aną Foxxx oraz serialu Mad Men – Mad Muff (2013) z Johnnym Sinsem.
W 2018 otrzymała XBIZ Award w kategorii „Wykonawczyni roku”.

## Nagrody
| Rok  | Nagroda                    | Kategoria                                       | Film                  | Inni wykonawcy                               |
| ---- | -------------------------- | ----------------------------------------------- | --------------------- | -------------------------------------------- |
| 2014 | Nightmoves Award           | Najlepszy kontrakt                              | –                     | –                                            |
| 2015 | Spank Bank Technical Award | Total Jackoff Material                          | –                     | –                                            |
| 2015 | Inked Award                | Wykonawczyni roku                               | –                     | –                                            |
| 2015 | Nightmoves Award           | Najlepsze kobiece piersi                        | –                     | –                                            |
| 2016 | XBIZ Award                 | Najlepsza scena                                 | My Sinful Life (2015) | Riley Reid i Xander Corvus                   |
| 2016 | Spank Bank Technical Award | Most Likely To Growl While Fucking              | –                     | –                                            |
| 2016 | Spank Bank Technical Award | Najlepsza osobowość                             | –                     | –                                            |
| 2016 | Inked Award                | Najlepsza scena grupowa                         | Deadly Rain (2015)    | Allie Haze i Toni Ribas                      |
| 2017 | Spank Bank Award           | Hrabina spermy                                  | –                     | –                                            |
| 2017 | Inked Award                | Najlepszy tyłek                                 | –                     | –                                            |
| 2018 | Spank Bank Award           | Najlepsze włosy „Just Got Fucked”               | –                     | –                                            |
| 2018 | Spank Bank Award           | Aktorka materac roku                            | –                     | –                                            |
| 2018 | Xbiz Award                 | Wykonawczyni roku                               | –                     | –                                            |
| 2019 | Spank Bank Award           | Wytatuowana kusicielka roku                     | –                     | –                                            |
| 2019 | NightMoves Award           | Najlepsza aktorka                               | –                     | –                                            |
| 2019 | Xbiz Award                 | Najlepsza scena w parodii                       | Metal Massage (2018)  | Small Hands                                  |
| 2019 | Inked Award                | Wykonawczyni roku                               | –                     | –                                            |
| 2020 | AltPorn Award              | Najlepsza wykonawczyni roku                     | –                     | –                                            |
| 2020 | Spank Bank Award           | Autorytet oralny roku                           | –                     | –                                            |
| 2025 | XMA Award                  | Najlepsza scena seksu – wirtualna rzeczywistość | Palm Royale (2024)    | Nicole Aniston, Blake Blossom i Ryan Driller |
| 2025 | XMA Award                  | Ulubiona twórczyni MILF                         | –                     | –                                            |